# Ak Koyunlu
Ak Koyunlu (turski: Āq Quyūnlū, perzijski: آق‌ قویونلو‎), poznat i kao Turci Bijelog Ovna, bio je plemenski savez Turaka Oguza, koji je vladao današnjom istočnom Turskom od 1378. do 1501. Muslimani suniti pod snažnim uticajem Perzije, u svojim posljednjim desetljećima zavladali su i: Armenijom, Azerbejdžanom, Irakom i većim dijelom Irana.
Bizantski izvori spominju Turke Bijelog Ovna od 1340., a kao osnivač njihove države spominje se Kara Osman (1378. – 1435.), koji je kao Timurov saveznik dobio posjede u Maloj Aziji poslije bitke kod Angore (Ankare) 1402. Najveći uspon doživjeli su pod vodstvom Uzun Hasana (1423. – 1478.), koji je uspješno ratovao protiv rivalske države Kara Koyunlu (Turci Crnog Ovna) i zauzeo Bagdad i zapadni dio Irana, a u savezu s Mletačkom Republikom ratovao je s Osmanlijama, od kojih je 1473. poražen. Poslije njegove smrti savez Bijelog Ovna brzo opada, da bi 1501. konačno pala pod vlast Safavida.